# Discografia di ASAP Rocky
La discografia di ASAP Rocky, cantautore rap statunitense, è composta da 6 album in studio (4 da solista e 2 col collettivo A$AP Mob) e 2 mixtape.

## Album

### Album in studio
| Anno | Titolo e dettagli | Classifiche | Classifiche | Classifiche | Classifiche | Classifiche | Classifiche | Classifiche | Classifiche | Classifiche | Vendite       | Certificazioni                                        |
| Anno | Titolo e dettagli | US          | AUS         | CAN         | DAN         | FRA         | ITA         | NZ          | SVI         | UK          | Vendite       | Certificazioni                                        |
| ---- | --- | ----------- | ----------- | ----------- | ----------- | ----------- | ----------- | ----------- | ----------- | ----------- | ------------- | ----------------------------------------------------- |
| 2013 | Long.Live.ASAP - Pubblicazione: 15 gennaio 2013 - Etichetta: ASAP Worldwide, Polo Grounds, RCA Records - Formato: CD, LP, download digitale, streaming | 1           | 7           | 1           | 4           | 21          | —           | 7           | 9           | 7           | - US: 518.000 | - US: 2× Platino - GBR: Oro - DAN: Platino - CAN: Oro |
| 2015 | At.Long.Last.ASAP - Pubblicazione: 26 maggio 2015 - Etichetta: ASAP Worldwide, Polo Grounds, RCA - Formato: CD, LP, download digitale, streaming       | 1           | 5           | 1           | 4           | 42          | 69          | 6           | 5           | 10          | - US: 210.000 | - US: Platino - GBR: Oro - DAN: Oro - CAN: Platino    |
| 2018 | Testing - Pubblicazione: 25 maggio 2018 - Etichetta: ASAP Worldwide, Polo Grounds, RCA - Formato: CD, LP, download digitale, streaming                 | 4           | 5           | 3           | 3           | 93          | 20          | 4           | 4           | 11          | - US: 101.000 | - US: Oro - DAN: Oro - CAN: Oro                       |

### Mixtape
| Anno | Titolo e dettagli                                                                                            |
| ---- | --- |
| 2011 | Live. Love. ASAP - Pubblicazione: 31 ottobre 2011 - Etichetta: autoprodotto - Formato: CD, download digitale |

## Singoli

### Come artista principale
| Anno                                                   | Singolo                                                     | Posizione massima | Posizione massima | Posizione massima | Posizione massima | Posizione massima | Album                                           |
| Anno                                                   | Singolo                                                     | US                | US R&B /HH        | AUS               | CAN               | UK                | Album                                           |
| ------------------------------------------------------ | ----------------------------------------------------------- | ----------------- | ----------------- | ----------------- | ----------------- | ----------------- | ----------------------------------------------- |
| 2011                                                   | Peso                                                        | —                 | 75                | —                 | —                 | —                 | Live. Love. ASAP                                |
| 2011                                                   | Purple Swag                                                 | —                 | —                 | —                 | —                 | —                 | Live. Love. ASAP                                |
| 2012                                                   | Goldie                                                      | —                 | 55                | —                 | —                 | 98                | Long. Live. ASAP                                |
| 2012                                                   | Fuckin' Problems (feat. Drake, 2 Chainz e Kendrick Lamar)   | 8                 | 2                 | 78                | 65                | 50                | Long. Live. ASAP                                |
| 2013                                                   | Wild for the Night (feat. Skrillex e Birdy Nam Nam)         | 80                | 26                | —                 | 95                | 43                | Long. Live. ASAP                                |
| 2013                                                   | Fashion Killa                                               | —                 | 46                | —                 | —                 | 80                | Long. Live. ASAP                                |
| 2014                                                   | Multiply (feat. Juicy J)                                    | —                 | 49                | —                 | —                 | 184               | N.D.                                            |
| 2015                                                   | Lord Pretty Flacko Jodye 2 (LPFJ2)                          | 101               | 37                | —                 | —                 | —                 | At. Long. Last. ASAP                            |
| 2015                                                   | Everyday (feat. Rod Stewart, Miguel e Mark Ronson)          | 92                | 31                | 49                | 87                | 56                | At. Long. Last. ASAP                            |
| 2015                                                   | LSD                                                         | 62                | 20                | 83                | 79                | —                 | At. Long. Last. ASAP                            |
| 2018                                                   | Cocky (con Gucci Mane e 21 Savage feat. London on da Track) | —                 | —                 | —                 | 83                | —                 | The Uncle Drew Motion Picture Soundtrack        |
| 2018                                                   | Bad Company (feat. BlocBoy JB)                              | 101               | 47                | —                 | 68                | —                 | N.D.                                            |
| 2018                                                   | ASAP Forever (feat. Moby)                                   | 63                | 31                | 72                | 41                | 60                | Testing                                         |
| 2018                                                   | Praise the Lord (Da Shine) (feat. Skepta)                   | 45                | 22                | 33                | 22                | 18                | Testing                                         |
| 2018                                                   | Potato Salad (con Tyler, the Creator)                       | —                 | —                 | —                 | —                 | —                 | N.D.                                            |
| 2018                                                   | Sundress                                                    | 103               | —                 | —                 | 72                | —                 | N.D.                                            |
| 2019                                                   | Runnin (con Mike Will Made It, ASAP Ferg e Nicki Minaj)     | —                 | —                 | —                 | —                 | —                 | Creed II: The Album                             |
| 2019                                                   | Energy (con Burns e Sabrina Claudio)                        | —                 | —                 | —                 | —                 | —                 | N.D.                                            |
| 2019                                                   | Live Fast (con Alan Walker)                                 | —                 | —                 | —                 | —                 | —                 | N.D.                                            |
| 2019                                                   | Babushka Boi                                                | 69                | 27                | 60                | 48                | 89                | N.D.                                            |
| 2021                                                   | Energy (con Slowthai)                                       | —                 | —                 | —                 | —                 | 72                | Tyron                                           |
| 2021                                                   | Rich Nigga Problems                                         | —                 | —                 | —                 | —                 | —                 | Judas and the Black Messiah: The Inspired Album |
| 2022                                                   | Arya (con Nigo)                                             | —                 | —                 | —                 | —                 | —                 | I Know Nigo!                                    |
| 2022                                                   | Doja (con Snot)                                             | 87                | 30                | —                 | 67                | —                 | Ethereal                                        |
| 2022                                                   | The God Hour (con ASAP Ant)                                 | —                 | —                 | —                 | —                 | —                 | N.D.                                            |
| 2022                                                   | D.M.B.                                                      | 102               | 32                | —                 | 70                | —                 | N.D.                                            |
| 2022                                                   | Shittin' Me                                                 | —                 | —                 | —                 | —                 | —                 | Need for Speed Unbound: Original Soundtrack     |
| 2023                                                   | Same Problems?                                              | —                 | —                 | —                 | —                 | —                 | Don't Be Dumb                                   |
| 2023                                                   | Riot (Rowdy Pipe'n) (con Pharrell Williams)                 | —                 | 36                | —                 | —                 | —                 | Don't Be Dumb                                   |
| 2024                                                   | Gangsta (con Free Nationals e Anderson Paak)                | —                 | —                 | —                 | —                 | —                 | N.D.                                            |
| 2024                                                   | Highjack (feat. Jessica Pratt)                              | 89                | 26                | —                 | —                 | —                 | Don't Be Dumb                                   |
| 2024                                                   | Tailor Swif                                                 | 84                | 18                | —                 | 80                | —                 | Don't Be Dumb                                   |
| 2024                                                   | Ruby Rosary (feat. J. Cole)                                 | —                 | —                 | —                 | —                 | —                 | Don't Be Dumb                                   |
| "—" indica che il singolo non è entrato in classifica. |                                                             |                   |                   |                   |                   |                   |                                                 |

### Come artista ospite
| Anno                                                   | Singolo | Posizione massima | Posizione massima | Posizione massima | Album                              |
| Anno                                                   | Singolo | US                | US R&B /HH        | AUS               | Album                              |
| ------------------------------------------------------ | --- | ----------------- | ----------------- | ----------------- | ---------------------------------- |
| 2011                                                   | Yao Ming (David Banner feat. 2 Chainz e ASAP Rocky)                                                              | —                 | —                 | —                 | N.D.                               |
| 2012                                                   | Street Knock (Swizz Beatz feat. ASAP Rocky)                                                                      | —                 | —                 | —                 | N.D.                               |
| 2012                                                   | Hands on the Wheel (Schoolboy Q feat. ASAP Rocky)                                                                | —                 | 105               | —                 | Habits & Contradictions            |
| 2012                                                   | Cockiness (Love It) (Remix) (Rihanna feat. ASAP Rocky)                                                           | 102               | 52                | —                 | Talk That Talk                     |
| 2012                                                   | Yellow Tape (Fat Joe feat. Lil Wayne, ASAP Rocky, DJ Khaled e French Montana)                                    | —                 | 57                | —                 | N.D.                               |
| 2013                                                   | Work (Remix) (ASAP Ferg feat. ASAP Rocky, French Montana, Trinidad James e Schoolboy Q)                          | —                 | —                 | —                 | Trap Lord                          |
| 2013                                                   | Shabba (ASAP Ferg feat. ASAP Rocky)                                                                              | 107               | 34                | —                 | Trap Lord                          |
| 2013                                                   | Choppa (Joey Fatts feat. ASAP Rocky e Danny Brown)                                                               | —                 | —                 | —                 | Chipper Jones Vol. 2               |
| 2014                                                   | Pretend (Tinashe feat. ASAP Rocky)                                                                               | 117               | 34                | —                 | Aquarius                           |
| 2014                                                   | Hella Hoes (ASAP Mob feat. ASAP Rocky, ASAP Ferg, ASAP Nast e ASAP Twelvyy)                                      | —                 | 60                | —                 | N.D.                               |
| 2014                                                   | I'm Not the Only One (Remix) (Sam Smith feat. ASAP Rocky)                                                        | —                 | —                 | —                 | N.D.                               |
| 2015                                                   | Good for You (Selena Gomez feat. ASAP Rocky)                                                                     | 5                 | —                 | 10                | Revival                            |
| 2016                                                   | Where Is The Love? (Black Eyed Peas feat. AA.VV.)                                                                | —                 | —                 | 15                | N.D.                               |
| 2017                                                   | Raf (ASAP Mob feat. ASAP Rocky, Playboi Carti, Quavo, Lil Uzi Vert e Frank Ocean)                                | 118               | 110               | —                 | Cozy Tapes Vol. 2: Too Cozy        |
| 2017                                                   | Who Dat Boy (Tyler, the Creator feat. ASAP Rocky)                                                                | 87                | 36                | 92                | Flower Boy                         |
| 2017                                                   | Summer Bummer (Lana Del Rey feat. ASAP Rocky e Playboi Carti)                                                    | 123               | —                 | —                 | Lust for Live                      |
| 2017                                                   | Groupie Love (Lana Del Rey feat. ASAP Rocky)                                                                     | —                 | —                 | —                 | Lust for Live                      |
| 2017                                                   | East Coast (Remix) (ASAP Ferg feat. Busta Rhymes, ASAP Rocky, Dave East, French Montana, Rick Ross e Snoop Dogg) | —                 | —                 | —                 | Still Striving                     |
| 2017                                                   | No Limit (G-Eazy feat. ASAP Rocky e Cardi B)                                                                     | 4                 | 2                 | 43                | The Beautiful & Damned             |
| 2017                                                   | Pick It Up (Famous Dex feat. ASAP Rocky)                                                                         | 54                | 26                | 60                | Dex Meets Dexter                   |
| 2018                                                   | Doja Sweet (Killa Kyleon feat. ASAP Rocky e Bun B)                                                               | —                 | —                 | —                 | Candy Paint N Texas Plates         |
| 2018                                                   | Flight to Memphis (Smooky MarGielaa feat. Chris Brown, Juicy J e ASAP Rocky)                                     | —                 | —                 | —                 | MarGielaa Mad Man                  |
| 2019                                                   | Pups (ASAP Ferg feat. ASAP Rocky)                                                                                |                   |                   |                   | Floor Seats                        |
| 2019                                                   | Twisted (French Montana feat. Juicy J, Logic e ASAP Rocky)                                                       | —                 | —                 | —                 | Montana                            |
| 2021                                                   | Count on Me (Brockhampton feat. ASAP Rocky, SoGone SoFlexy, Ryan Beatty e Shawn Mendes)                          | —                 | —                 | —                 | Roadrunner: New Light, New Machine |
| 2021                                                   | Stoozy (Dean Blunt feat. ASAP Rocky)                                                                             | —                 | —                 | —                 | N.D.                               |
| "—" indica che il singolo non è entrato in classifica. | |                   |                   |                   |                                    |

## Video musicali
- Get High
- Purple Swag
- Peso
- 4 Loko
- Blunt After Blunt
- Demons
- Wassup
- Hands on the Wheel
- Goldie
- Brand New Guy
- Purple Kisses
- Bath Salt
- Fuckin' Problems
- Long Live A$AP
- LSD